# Fort Lonesome, Florida

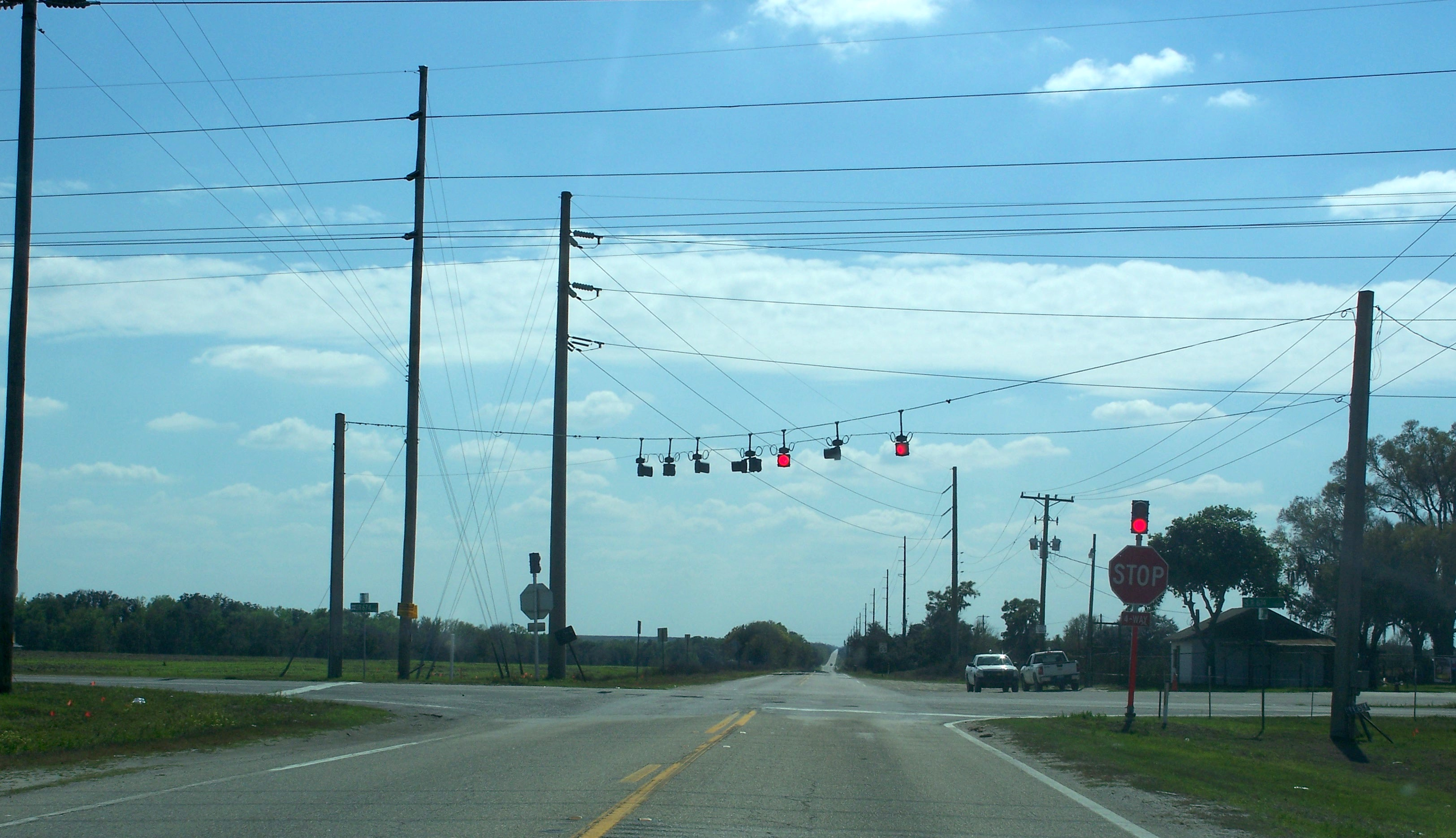
Carretera en Fort Lonesome

Fort Lonesome es una ciudad abandonada o ciudad fantasma en el centro-oeste de la península de Florida, Estados Unidos, 58 km al sureste de Tampa. Está localizada también al oeste del parque estatal del río Little Manatee. Un aserradero revivió el área con algunas casas y tres almacenes a comienzos de la década de 1930, pero tuvo corta vida, ya que un fuego destruyó el aserradero y la ciudad volvió a quedarse despoblada. Hoy es una región agrícola.